# Sinners in Paradise
Sinners in Paradise is een Amerikaanse dramafilm uit 1938 onder regie van James Whale. Destijds werd de film in Nederland uitgebracht onder de titel Geketende hartstochten.

## Verhaal
Een watervliegtuig op weg naar China stort tijdens een storm neer in de Grote Oceaan. De passagiers spoelen aan op een eiland, dat slechts wordt bewoond door de Amerikaan  Jim Taylor en zijn bediende. Taylor heeft hen in zijn macht, omdat hij als enige kan beslissen, wanneer ze het eiland kunnen verlaten.

## Rolverdeling

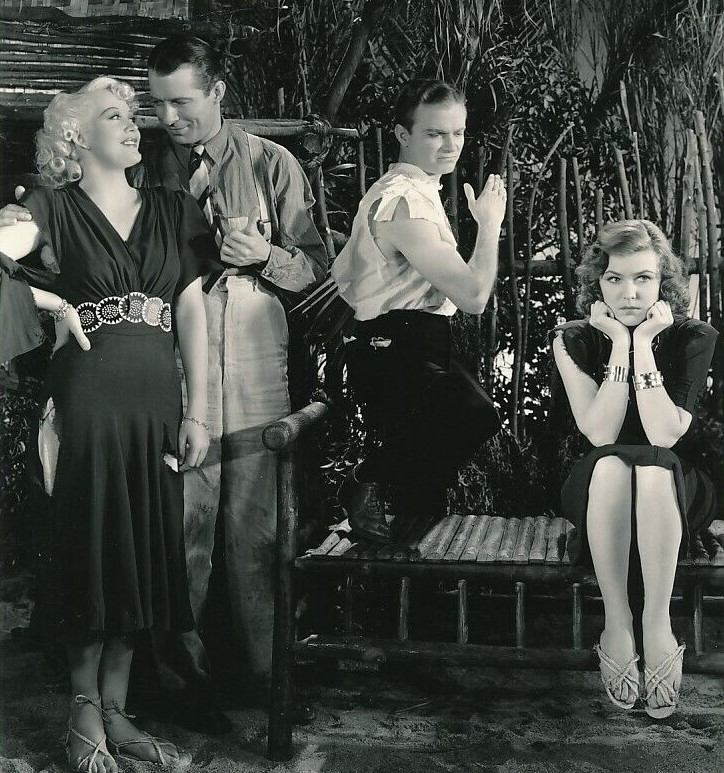
Cast van Sinners in Paradise

| Acteur            | Personage             |
| ----------------- | --------------------- |
| Madge Evans       | Anne Wesson           |
| John Boles        | Jim Taylor            |
| Bruce Cabot       | Robert Malone         |
| Marion Martin     | Iris Compton          |
| Gene Lockhart     | Senator John P. Corey |
| Charlotte Wynters | Thelma Chase          |
| Nana Bryant       | Mevrouw Sydney        |
| Milburn Stone     | T.L. Honeyman         |
| Don Barry         | Jessup                |
| Morgan Conway     | Harrison Brand        |
| Willie Fung       | Ping                  |